# ماریو مندس (بازیکن فوتبال اهل مکزیک)

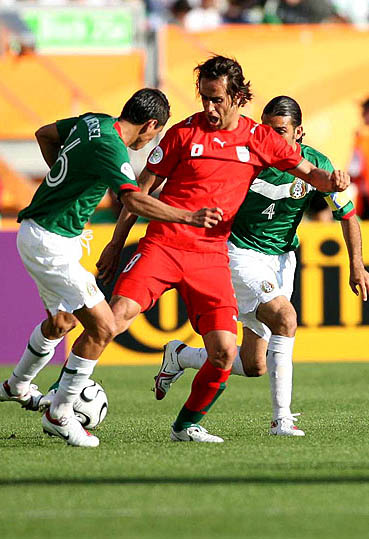
جدال علی کریمی و ماریو مندس بر توپ

ماریو مندس (اسپانیایی: Mario Méndez‎؛ زادهٔ ۱ ژوئن ۱۹۷۹) بازیکن فوتبال اهل مکزیک بود.
وی همچنین در تیم ملی فوتبال مکزیک بازی کرده‌است.